# 754
754 (DCCLIV) fue un año común comenzado en martes del calendario juliano, en vigor en aquella fecha.

## Acontecimientos
- 3 de mayo: terremoto cerca de Jerusalén, registrado en Alepo (Siria) y Antioquía (Turquía).[1]
- Junio: a la muerte de su hermano As-Saffah, Al-Mansur se convierte en el nuevo Califa.

## Nacimientos
- 1 de abril: Carlomagno, rey franco (f. 814). Esta fecha es poco probable; otros años de nacimiento más posibles son el 742, 747 o 748.

## Fallecimientos
- Childerico III (40), último rey franco de la dinastía Merovingia (n. 714).
- 10 de junio: Abul-‘Abbás As-Saffah, califa abbasí de Kufa.